# Драчук Василь Васильович
Василь Васильович Драчу́к (нар. 9 листопада 1933, Кашперівка) — український художник декоративного скла; член Спілки художників України з 1974 року.

## Біографія
Народився 9 листопада 1933 року в селі Кашперівці Баранівського району Житомирської області. У 1963 році закінчив Львівське училище прикладного мистецтва імені Івана Труша; у 1971 році — Львівський інститут декоративного та прикладного мистецтва (викладачі Дмитро Крвавич, Мечислав Павловський, Іван Томчук). Член КПРС з 1963 року.
З 1963 року працював на Львівській кераміко-скульптурній фабриці. Мешкав у Львові в будинку на вулиці Любінській, № 102, квартира 61.

## Творчість
Основний напрямок творчості — анімалістична пластика, декоративний посуд із кольорового скла. Серед робіт скульптурна пластика:
- «Голуб» (1966);
- «Жабка» (1966);
- «Лелека» (1966);
- «Рибка» (1966);
- «Запорожці» (1967),
- «Кінь» (1970–1990-ті);
- «Кабан» (1970–1990-ті);
- «Тур» (1970–1990-ті);
- «Баран» (1970–1990-ті);
- «Півень» (1970–1990-ті);
- «Лев» (1973, 1996),
- «Олені» (1973);
- «Пелікан» (1974);
- «Голуби миру» (1975);
- «Риба» (1982);
- «Гуцул» (1989);
- «Лев» (1996)м
- «Дракон» (1998);
- «Сова» (1998);
- «Півень» (2001).

Роботи майстра зберігаються в Музеї етнографії і художнього промислу, Музеї українського народного декоративного мистецтва.